# Territoriale prelatuur Chota
De territoriale prelatuur Chota (Latijn: Praelatura Territorialis Chotensis) is een rooms-katholieke territoriale prelatuur met als zetel Chota, in Peru. De territoriale prelatuur is suffragaan aan het aartsbisdom Piura. Alle prelaten tot heden (2024) waren lid van de Orde der Augustijnen Recollecten.

## Geschiedenis
De territoriale prelatuur werd opgericht op 7 april 1963, uit delen van het bisdom Chiclayo, en was suffragaan aan het aartsbisdom Trujillo. Op 30 juni 1966 wisselde het van kerkprovincie en werd suffragaan aan het nieuw verheven aartsbisdom Piura. 

## Parochies
De territoriale prelatuur had in 2021 een oppervlakte van 6.823 km2 en telde 308.830 inwoners waarvan 91,8% rooms-katholiek was.

## Prelaten
- Florentino Armas Lerena (7 april 1963 - 17 augustus 1976)
- José Arana Berruete (24 januari 1979 - 27 oktober 1992)
- Emiliano Antonio Cisneros Martínez (7 december 1993 - 27 maart 2002)
- José Carmelo Martínez Lázaro (27 maart 2002 - 12 oktober 2004)
- Fortunato Pablo Urcey (15 oktober 2005 - 2 juli 2022)
- Víctor Emiliano Villegas Suclupe (2 juli 2022 - heden)

Piura (aartsbisdom) · Chachapoyas · Chiclayo · Chota (territoriale prelatuur) · Chulucanas